# Polluant primaire
Les polluants primaires sont, selon une des classifications, l’une des deux familles polluants de l’air, avec les polluants secondaires. Ce sont des polluants directement émis par les activités humaines (usines, voitures…) comme le dioxyde de soufre (SO2), les oxydes d'azote (NOX), etc. Le dioxyde de carbone (CO2) n'est pas à proprement parler un polluant de l'air mais un gaz à effet de serre ; cependant sa concentration excessive dans l'atmosphère, causée par la combustion de grandes quantités de combustibles fossiles, contribue au changement climatique et peut être considérée comme une forme de pollution. Les humains sont la principale source de polluants primaires.